# Пуляркин, Валерий Алексеевич
Валерий Алексеевич Пуляркин (1930—2003, Москва) — советский и российский географ, страновед-индолог, специалист по развивающимся странам, географии сельского хозяйства.

## Биография
Закончил кафедру экономической географии капиталистических стран МГУ в 1952 году.
С 1952 и до 2003 работал в Институте географии Академии наук, пройдя путь от младшего до ведущего научного сотрудника отдела географии мирового хозяйства.
В 1955 защитил кандидатскую диссертацию по географическому страноведению «Кашмир: (Географическая характеристика)». В 1972 г. докторскую — «Экономико-географические процессы в сельском хозяйстве развивающихся стран».

## Вклад в науку
В. А. Пуляркин продолжал классическую традицию географического страноведения, близкую к антропогеографии. Наследуя идеям своего научного руководителя И. А. Витвера, он воспринимал процессы территориального развития стран мира через триединство природы, населения и хозяйства . Такое восприятие географии как единой науки сильно контрастировало с доминировавшим в советской географии. Вместе с В. М. Гохманом и Я. Г. Машбицем Пуляркин отстаивал комплексный характер географического страноведения, выступал против идеологизации географии, развивая отвергавшиеся марксистской экономической географией идеи А. Геттнера и Д. Н. Анучина. Негативное отношение к идейно-теоретическому ядру марксистской географии В. А. Пуляркин прямо высказал в статье «История географических идей в кривом зеркале советских географов-теоретиков» (2001).
Основным регионом специализации В. А. Пуляркина были Южная Азия и Средний Восток, странам и регионам которых он посвятил несколько монографий, написанных в 1950—1960 годы: «Кашмир» (1956), «Цейлон» (1959), «Западный Пакистан» (1962), «Афганистан» (1964). В. А. Пуляркин выступал с позиций уникальности местностей, полагая, что «В географии, как и в истории, индивидуальные единичные компоненты суть не только средство познания, но и его объект». Для изучения стран зарубежной Азии Пуляркин выдвинул концепцию локальных цивилизаций, развивающихся в пространстве-времени. В. А. Пуляркин актуализировал концепцию историко-географических типов аграрного производства, выделил закономерности формирования сельскохозяйственных территориальных структур в странах Третьего мира.
При изучении стран Глобального Юга Пуляркин сочетал формационный (универсалистский) и цивилизационный (уникалистский) подходы. Указывая на то, что причиной отсталости развивающихся стран стала их периферийность в глобальном мировом хозяйстве, он отмечал, что «цивилизации, будучи содержательно явлением более многослойным, чем экономический строй, оказались в состоянии дольше сохранять свои нуклеарные основы». В. А. Пуляркин полагал, что выходом могла бы стать эндогенная концепция развития Глобального Юга.

## Сочинения
- Пуляркин В. А. Кашмир. — М.: Географгиз, 1956. — 226 с.
- Пуляркин В. А. Западный Пакистан. — М.: Географгиз, 1962. — 272 с.
- Пуляркин В. А. Афганистан. Экономическая география. — М.: Мысль, 1965. — 255 с.
- Пуляркин В. А. Экономико-географические процессы в сельском хозяйстве развивающихся стран. — М.: Наука, 1976. — 256 с.
- Пуляркин В. А. Географические проблемы сельского хозяйства и продовольственных ресурсов. — М.: ВИНИТИ, 1981. — 130 с.
- Пуляркин В. А., Машбиц Я. Г., Радченко Г. Ф., Сергеева И. С., Ростоцкий С. Б., Антипов В. И., Пришкольник Д. Б., Горнунг М. Б. Развивающиеся страны: Природа и человек / В. А. Пуляркин. — М.: Мысль, 1982. — 239 с.
- Пуляркин В.А., Машбиц Я.Г., Пришкольник Д.Б., Сдасюк Г.В. Территориальная структура хозяйства развивающихся стран: сдвиги и тенденции / В. А. Пуляркин, Ю. Г. Липец. — М.: Наука, 1991. — 184 с.
- Пуляркин В.А., Диомидова Г.С., Горнунг М.Б. Природопользование в развивающихся странах / В. А. Пуляркин. — М.: Наука, 1995. — 139 с.
- Липец Ю. Г., Пуляркин В. А., Шлихтер С. Б. География мирового хозяйства. — М.: Владос, 1999. — 400 с.
- Липец Ю. Г., Пуляркин В. А., Шлихтер С. Б. Экономическая география мирового развития. XX век / Липец Ю. Г.. — СПб.: Алетейя, 2003. — 397 с.
- Пуляркин В. А. Локальные цивилизации во времени и пространстве (взгляд географа) / Ночевкина Л. П.. — М.: Эслан, 2005. — 536 с.